# Metal extremo
Metal extremo é um termo abrangente utilizado para definir subgêneros do heavy metal que são caracterizados por sua agressividade, tais como black metal (que trata de temas como satanismo, anticristianismo, paganismo e morte), death metal (com letras com temas niilistas, sobre violência, morte e sobre a fragilidade da vida humana), doom metal (que se caracteriza por criar uma atmosfera de escuridão e melancolia), speed metal (com temáticas variadas, mas com técnicas instrumentais rápidas e agressivas com influências do punk e do hard rock) e thrash metal (precedido pelo speed metal, porém com mais agressividade e elementos do hardcore punk, com temática focada na guerra).